# Paramathes picata
Paramathes picata är en fjärilsart som beskrevs av Bang-haas 1912. Paramathes picata ingår i släktet Paramathes och familjen nattflyn. Inga underarter finns listade i Catalogue of Life.